# August Storck
La August Storck, anche abbreviato Storck, è un'azienda dolciaria tedesca.

## Storia
Fondata nel 1903 da August Oberwelland, nato August Storck, l'azienda dispone di tre impianti di produzione e sedi amministrative in Germania (Berlino, Halle e Ohrdruf) e vende i suoi prodotti in oltre cento paesi. Tra i marchi che essa detiene vi sono Knoppers, Merci, Moser-Roth, Toffifee, Werther's Original e Riesen.